# My Number One
A My Number One (magyarul: Az én első helyezettem) című dal volt a 2005-ös Eurovíziós Dalfesztivál győztes dala, melyet a görög Élena Paparízu adott elő angol nyelven. Az énekesnő már a 2001-es Eurovíziós Dalfesztiválon is részt vett, akkor a harmadik helyen végzett.

## Az Eurovíziós Dalfesztivál
A dal a március 2-án rendezett görög nemzeti döntőn nyerte el az indulás jogát, ahol Paparizou énekelte mindegyik dalt.
A dal gyors tempójú, és görög népzenei elemeket is magán visel.
Mivel Görögország az előző évben a harmadik helyen végzett, így nem kellett részt venniük az elődöntőben. A május 21-én rendezett döntőben a fellépési sorrendben tizenkilencedikként adták elő, a horvát Boris Novković & Lado Members Vukovi Umiru Sami című dala után, és az orosz Natalja Podolszkaja Nobody Hurt No One című dala előtt. A szavazás során kétszázharminc pontot szerzett, mely az első helyet érte a huszonnégy fős mezőnyben. Ez volt Görögország első győzelme.
A következő görög induló Anna Vissi Everything című dala volt a 2006-os Eurovíziós Dalfesztiválon.
A következő győztes a finn Lordi Hard Rock Hallelujah című dala volt.

## Slágerlistás helyezések
| Slágerlisták (2005) | Lh.* |
| ------------------- | ---- |
| Ausztria            | 44   |
| Belgium Flandria    | 10   |
| Belgium Vallónia    | 36   |
| Hollandia           | 24   |
| Svájc               | 15   |
| Svédország          | 1    |

*Lh. = Legjobb helyezés.

## Külső hivatkozások
- Dalszöveg
- YouTube videó: A My Number One című dal előadása a kijevi döntőben